# Castillo Kakegawa
El Castillo Kakegawa (掛川城 kakegawajō?) es un castillo japonés del tipo yamashiro localizado en Kakegawa, prefectura de Shizuoka en Japón.

## Historia
El castillo Kakegawa fue construido en 1513 por Asahina Yasuhiro con la finalidad de proteger el área Enshu. Sin embargo, el castillo fue tomado por Tokugawa Ieyasu en 1569 y colocó a su hijo Tokugawa Yasumichi y a Imagawa Yoshitada al mando del castillo. Toyotomi Hideyoshi ganó el control del castillo en 1590 y lo dejó al mando de Yamanouchi Kazutoyo, quien efectuó una serie de renovaciones que se conservan hasta nuestros días. El clan Tokugawa ocupó nuevamente el castillo después de la Batalla de Sekigahara y el shogunato continuó utilizándolo hasta 1854, cuando fue destruido casi en su totalidad por un terremoto. Durante la Restauración Meiji el tenshukaku fue desmantelado para prevenir que se le diera algún uso militar.
Partes del castillo Kakegawa sigue en ruinas, aunque la mansión del daimyō (goten) y la puerta Yusanjisan aún se conservan. En abril de 1994 secciones del honmaru, algunos muros, una torre yagura y el tenshaku fueron reconstruidos utilizando el método original. La reconstrucción del tenshaku se realizó basándose en algunos diagramas que describían le forma del original.